# بیرلنباخ
بیرلنباخ (به آلمانی: Birlenbach) یک شهر در آلمان است که در Verbandsgemeinde Diez واقع شده‌است. بیرلنباخ ۱٬۵۳۴ نفر جمعیت دارد.